# Samuel Šefčík (fotbalista)
Samuel Šefčík (* 4. listopadu 1996, Bratislava) je slovenský fotbalový záložník, od září 2018 hráč mužstva FC Vysočina Jihlava. Nastupuje na postu pravého nebo středního ofenzivního záložníka.

## Klubová kariéra
Svoji fotbalovou kariéru začal v klubu AŠK Inter Bratislava, odkud v mládežnických letech přestoupil nejprve do týmu ŠK SFM Senec a poté do Slovanu Bratislava.

### ŠK Slovan Bratislava

#### Sezóna 2015/16
V průběhu sezony 2015/16 se propracoval do seniorské kategorie Slovanu. Svůj debut v A-mužstvu si odbyl 9. dubna 2016 v ligovém utkání 26. kola proti klubu MFK Ružomberok (výhra 3:1), nastoupil na prvních 20 minut. 20. 5. 2016 se při svém druhém ligovém startu poprvé střelecky prosadil, když v zápase s týmem FO ŽP ŠPORT Podbrezová (remíza 2:2) srovnával v 63. minutě na průběžných 1:1. Na jaře 2016 odehrál v lize dvě utkání.

#### Sezóna 2016/17
V červnu 2016 uzavřel s mužstvem profesionální kontrakt stejně jako Adam Laczkó, Juraj Kotula, Dominik Greif, Patrik Pinte, Denis Potoma a Frederik Valach. V sezoně 2016/17 získal se Slovanem domácí pohár, když společně se svými spoluhráči porazil ve finále hraném 1. května 2017 na stadionu NTC Poprad tehdy druholigový tým MFK Skalica v poměru 3:0. V ročníku 2016/17 nastoupil ke třem ligovým střetnutím.

#### Sezóna 2017/18
Se Slovanem postoupil přes arménské mužstvo FC Pjunik Jerevan (výhry 4:1 a 5:0) do druhého předkola Evropské ligy UEFA 2017/18, kde bratislavský klub vypadl po prohrách 0:1 a 1:2 s týmem Lyngby BK z Dánska. Za "belasé" odehrál pouze jeden zápas v lize, jelikož v průběhu podzimu odešel na hostování.

### FK Senica (hostování)
Začátkem září 2017 zamířil ze Slovanu hostovat do mužstva FK Senica ze Záhoří, opačným směrem putoval na přestup obránce Erik Čikoš. Se Senicí bojoval o záchranu, která se zdařila. Během roku si připsal celkem 15 ligových utkání, v nichž zaznamenal jednu branku.

### FC Vysočina Jihlava
V průběhu sezony 2018/19 odešel jako volný hráč (zadarmo) do Vysočiny Jihlava, se kterou uzavřel smlouvu na dva roky.